# Розина Липи
Розина Липи-Грин (енгл. Rosina Lippi-Green, рођена Розина Липи; Чикаго, Илиноис, 14. јануар 1956) је америчка списатељица. Пише под именима Розина Липи-Грин (лингвистика), Розина Липи (књижевна и савремена фантастика) и Сара Донати (историјска фантастика).

## Биографија
Липи-Грин је рођена као Розина Липи 14. јануара 1956. године у Чикагу, Илиноис, Сједињене Америчке Државе. Њен отац је био италијански емигрант, а она води порекло из различитих европских земаља.
Са седамнаест година отишла је у Аустрију на стипендију америчке теренске службе. По завршетку средње школе, уписала је учитељски факултет у Форарлберг, Аустрија. Похађала је Универзитет Илиноис у Чикагу. Стекла је докторат из лингвистике на Универзитету Принстон 1987. године, са дисертацијом под насловом „Варијације које воде до промена у руралном Алеманском: дијалект Гросдорфа у Форарлбергу, Аустрија“,  и предавала је лингвистику дванаест година, посебно на Универзитету из Мичигена. Њено најпознатије лингвистичко дело је English with an Accent (Енглески са акцентом) (Липи-Грин 1997, 2011), које је сада у другом издању.
У слободно време ради као уметница на влакнима чији је рад објављен у часопису Quilting Arts. Интервју са Линдом Ричардс за January Magazine објављен је у марту 2000. Године 2013. заинтересовала се за уметност од полимерне глине и почела да прави накит.

### Као Розина Липи-Грин
Њени лингвистички радови укључују:
- English with an Accent: Language, Ideology, and Discrimination in the United States  (Енглески са акцентом: језик, идеологија и дискриминација у Сједињеним Државама) (1997, 2011)
- Language, Ideology, and Language Change in Early Modern German (Језик, идеологија и језичка промена у раном модерном немачком) (1994)
- Recent Developments in Germanic Linguistics (Најновија дешавања у германској лингвистици) (1992)

### Као Розина Липи
- Homestead 1998.

Године 1998. објавила је роман Homestead смештен у изоловано аустријско село, за који је 1999. године освојила награду ПЕН/Хемингвеј фондације.
Књига је била у ужем избору за Женску награду за белетристику 2001. године.
Написала је и савремени роман под насловом Tied to the Tracks (Везана за стазе), романтичну комедију смештену у јужни колеџ. У Аустралији овај роман излази под именом Сара Донати које је у тој земљи познатије.
- Tied to the Tracks (2006).[4]
- The Pajama Girls of Lambert Square (Девојке у пиџами са Ламберт сквера)

### Као Сара Донати
Њена историјска фикција, објављена под именом Сара Донати, почиње са Hawkeye (измишљени лик) из филма Последњи Мохиканац, и истражује живот његове уже породице и потомака у Бескрајним шумама државе Њујорк од 1792. године. Ове књиге укључују:
- Into the Wilderness (У дивљину) (1998).

Into the Wilderness почиње у измишљеном граду Парадисе на западном рукавцу реке Саканданга, држава Њујорк 1792. Натанијел Бонер, син Хавкеиеа, упознаје усиделицу Елизабет Мидлтон, Енглескињу одлучну да покрене школу. Становништво се састоји од слободних Афроамериканаца, робова и Кахњенкехака (Мохавк), као и белих Американаца. То је авантура и љубавна прича са много преокрета и изненађујуће посете ликова из серије Оутландер (или Цросс Ститцх у Аустралији) Дајане Габалдон.
- Dawn on a Distant Shore (Зора на далекој обали) (2000).

Прича о Бонеровима се наставља, овог пута са породицом која је силом одведена у Шкотску због давно изгубљених породичних веза са грофом од Керика и његове потребе за наследником његовог грофа.
- Lake in the Clouds (Језеро у облацима) (2002).

Прича о Бонеровима се наставља много година касније, 1802, овог пута око Натанијелове ћерке Хане, која је такође пола Кахњенкехака (Мохавк), која је студирала медицину код локалног доктора Ричарда Тода. Др Тод јој је договорио да студира на Кине-Пок институту у Њујорку на челу са др Валентином Сајмоном. У међувремену, постоји одбегли роб повезан са породицом Парадисе којој је потребна помоћ, а осветољубива Џемама Саутерн намерава да уништи Хану Бонер.
- Fire Along the Sky (Ватра дуж неба) (2004).

Прича се поново наставља након неколико година, почевши од 1812. године када је избио рат 1812. године. Породица Бонер је одвојена са обе стране америчке/канадске границе – и бела породица и породице Кахњенкехака (Мохавк). Најстарији син Натанијела и Елизабете одлази да се бори са својим рођаком Блу-Џејем да би био повређен и заробљен и одведен на Острво Нут у Канади, утврђење које држе Британци који су инвазију. Хана и њена рођака Џенет из Шкотске одлазе на острво Нут да помогну својим мушким члановима породице, што доводи до страшних последица.
- Queen of Swords (Краљица мачева) (2006).

У непосредном наставку приче Хана Бонер и њен полубрат Лук Бонер траже Џенет која је отета са острва Нут. Њихова потрага је успешна, али онда откривају да је њено дете (и Луково) немилосрдни човек (Хоноре Поитерин) одвео у Њу Орлеанс, који је убрзо напао британске снаге. Породица мора да савлада многе препреке, а затим да преживи битку за Њу Орлеанс коју води Ендру Џексон да би спасио град од Британаца. Проницљив поглед на битку из цивилне тачке гледишта, беле, црне, црвене и креолске .
- The Endless Forest (Бескрајна шума) (2010)..

Шеста књига закључује причу о породици Бонер. Радња се одвија у граду Парадисе 1824. године, где се поновно појављивање Џемаме Саутерн доживљава као претња њеној ћерки Марти Кирби и пасторки Кели Вајлд.
- The Gilded Hour (Позлаћени час) (2015).

Потомци Бонерових у Њујорку 1880-их, укључујући докторке Ану и Софи Савард, које су даљи рођаци. Питања која су била истакнута у то време, као што је прилив сирочади у град и ефекат Comstock Act на здравље жена, су истакнути.